# Кобзарь (книга стихов)

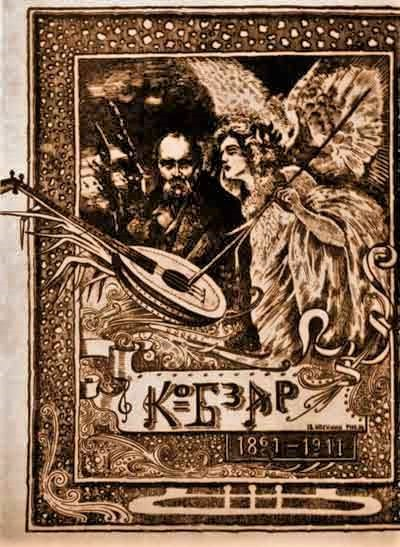
«Кобзарь», выпущенный в 1911 году в Санкт-Петербурге

«Кобза́рь» (укр. Кобзар; в орфографии прижизненных изданий Шевченко — «Кобзарь») — название сборника поэтических произведений Тараса Шевченко.
Впервые «Кобзарь» был издан в 1840 году в Петербурге при содействии Евгения Гребёнки. В сборник вошло восемь произведений: «Перебендя», «Катерина», «Тополь», «Мысль» («На что чёрные мне брови…»), «К Основьяненко», «Иван Подкова», «Тарасова ночь» и «Думы мои, думы мои, Горе мне с вами!», написанное специально для этого сборника и являющееся своего рода эпиграфом не только к этому изданию, но и ко всему творчеству Тараса Шевченко.
После издания этого сборника кобзарём стали называть самого Тараса Шевченко. После этого даже сам Тарас Шевченко некоторые повести начал подписывать: «Кобзарь Дармограй».

## Прижизненные издания

### Первое издание

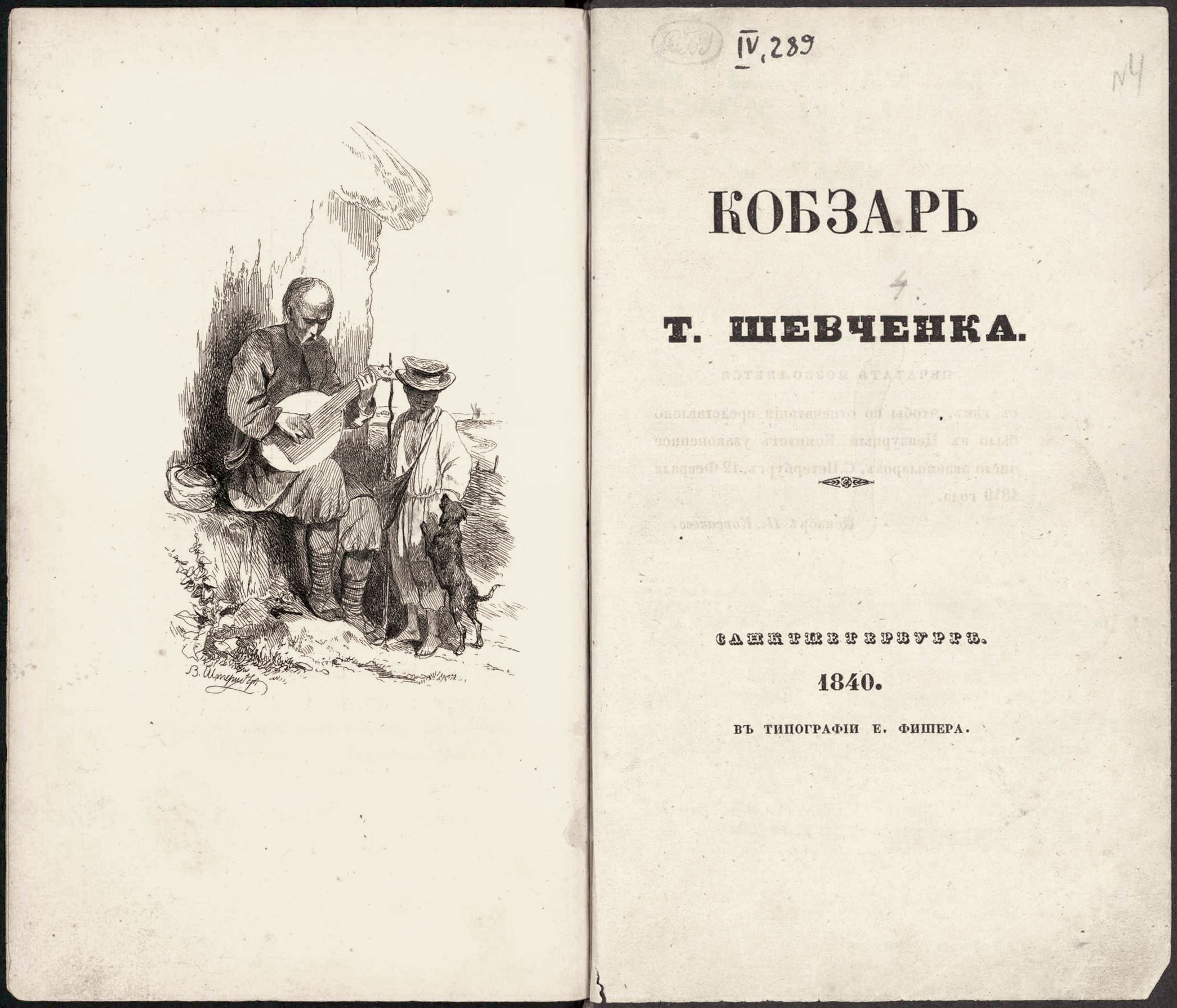
Форзац первого издания

Наиболее привлекательный вид из всех прижизненных изданий имел первый «Кобзарь»: хорошая бумага, удобный формат, чёткий шрифт. Примечательная особенность этого «Кобзаря» — офорт в начале книги по рисунку Василия Штернберга: народный певец — кобзарь с мальчиком-поводырем. Это не иллюстрация к отдельному произведению, а обобщённый образ кобзаря, в честь которого и назван сборник. Выход этого «Кобзаря», даже урезанного царской цензурой, — событие огромного литературного и национального значения. В мире сохранилось всего несколько экземпляров «Кобзаря» Т. Г. Шевченко 1840 года.
Первое издание «Кобзаря» напечатано на ярыжке (орфографии украинского языка, основанной на русских правилах чтения); Шевченко придерживался её в большинстве рукописей и прижизненных изданий:

Бо васъ лыхо на свитъ на смихъ породыло,

Полывалы сліозы… чомъ не затопылы,

Не вынеслы въ море, не розмылы в поли?…

Не пыталы бъ, люды — що в мене болыть?

### Второе издание
В 1843 году Шевченко продал И. Т. Лысенкову примерно за 1500 рублей серебром «в вечное и потомственное владение» произведения, помещённые в «Кобзаре» 1840 года, и поэму «Гайдамаки», изданную отдельно в 1841 году. Приобретённые произведения в 1844 году Лысенков издал под заглавием «Чигиринский Кобзарь и Гайдамаки. Две поэмы на малороссийском языке, Т. Г. Шевченка».

### Третье издание
«Кобзарь» 1860 года был напечатан средствами Платона Симиренко, с которым Тарас Шевченко познакомился во время своего последнего путешествия по Малороссии в 1859 году, в Млиеве. Платон Симиренко — известный на Украине сахарозаводчик и меценат, выделил для издания «Кобзаря» 1100 рублей. Это издание было значительно полнее предыдущих: сюда были включены 17 произведений и портрет Тараса Шевченко. В том же году вышел «Кобзарь» в переводе русских поэтов (СПБ, 1860; перевод на русский язык под редакцией Н. Гербеля). Это последнее издание «Кобзаря» при жизни автора.

## Издание в журнале «Основа»
Четвёртое издание «Кобзаря» появилось частично непосредственно перед, а частично после смерти Шевченко в 1861 году. Сборник стихов, напечатанный под заголовком «Кобзарь», был опубликован хоть и не отдельной книгой в 1861 году на страницах ежемесячного журнала «Основа» под редакцией Василия Белозерского, книги I—XII. Текст напечатан на кулишовке и имеет ударения на словах с несколькими слогами (за исключением буквы «i», на которой типография не всегда могла обозначить ударения по техническим причинам).
В честь 100-летия издания «Кобзаря» в «Основе» 1861 года и столетия смерти Шевченко это издание впервые было перепечатано отдельной книгой под редакцией Ярослава-Богдана Рудницкого в 1961 году в Виннипеге. Издание осуществила Украинская свободная академия наук, Институт шевченковедения. Профинансировал издание известный украинский предприниматель, живший в Канаде, Степан Дурбак.

## Другие издания

Изображение книги на памятнике Шевченко в Баку

В 1867 году был издан «Кобзарь», в который, кроме упомянутых выше стихотворений, вошла бо́льшая часть произведений периода ссылки. Ещё более расширенным (вмещало большинство внецензурных произведений поэта) было пражское издание «Кобзаря» 1876 года, выполненное по поручению киевской «Громады» Александром Русовым в двух томах (1875—1876). Сравнительно полное издание «Кобзаря» в России впервые было осуществлено лишь в 1906 году, затем в 1908 и 1910 годах.
Первое советское «каноническое» издание сборника было выпущено в 1925 году под редакцией И. Я. Айзенштока и Николая Плевако.
В 1972 г. московским издательством «Художественная литература» в рамках проекта «Библиотека всемирной литературы» (редакционный совет «Библиотеки всемирной литературы»; вступительная статья М. Рыльского) был выпущен русский перевод «Кобзаря» (смотрите: Библиотека всемирной литературы. Серия вторая. Том 124. М. 1972)
В 1975 г., прямой перевод с украинского, Кобзарь был издан на болгарском языке (София, «Народна культура», библиотека «Световна класика», переводчик Димитър Методиев).
По состоянию на 1985 год в Украинской ССР сборник выходил 124 раза общим тиражом более 8 миллионов экземпляров. Ряд произведений из «Кобзаря» переведён на более 100 иностранных языков.
В 2006 году издательство «Корбуш» создало три «Кобзаря». Первый — коллекционное издание: кожаный переплёт с золотым тиснением. Второе — более доступное, но тоже изысканное. Третье — переведённое на английский. Все три издания имеют рисунки Тараса Григорьевича, слайды которых предоставлены Национальным музеем Тараса Шевченко, и все произведения.
В 2009 году киевские издательства «Дух и Літера» и «Оранта» выпустили издание «Кобзаря» Т. Шевченко со всеми (в том числе, с 18 цветными) иллюстрациями Василия Седляра (1899—1937).

## Музей
В Черкассах существует музей одной книги — «Кобзаря» Т. Г. Шевченко, который был открыт 19 мая 1989 года в мемориальном здании, в котором с 18 по 22 июля 1859 года Шевченко жил в семье Цибульских, о чём свидетельствует мемориальная доска на здании музея.
В музее микроминиатюры города Киева находится самая маленькая в мире рукописная книга — «Кобзарь», с площадью обложки 0,6 мм², имеющая 12 страниц. В книгу поместились шесть стихотворений Шевченко, отрывок из предисловия Ивана Франко, портрет Шевченко и изображение хаты, в которой он родился. Толщина букв в этой книге всего 3 микрона. Книга сшита обыкновенной паутинкой, обложка сделана из лепестка бессмертника. Изготовлена украинским мастером микроминиатюры Николаем Сядристым за 4 месяца.

## Избранная библиография
- „Кобзарь“ Тараса Шевченко в переводе русских поэтов / Под ред. Ник. Вас. Гербеля. — Изд. 3-е, вновь испр. и доп. — СПб.: Тип. А. М. Котомина, 1876. — 334 с.
- Белоусов И. А. Из „Кобзаря“ Т. Г. Шевченко и украинские мотивы. — Киев: Тип. Г. Л. Фронцкевича, 1887. — 52 с.
- Шевченко Т. Г. „Кобзарь“. В переводе русских писателей / Под ред. И. А. Белоусова. — М.: Изд. книгопродавца М. В. Клюкина, 1900. — 365 с.
- Шевченко Т. Г. „Кобзарь“. В переводе русских писателей: Н. В. Берга, И. А. Бунина, И. А. Белоусова, Ф. Т. Гаврилова, Н. В. Гербеля, В. А. Гиляровского, Е. П. Гославского, Н. Н. Голованова, С. Д. Дрожжина, В. В. Крестовского, П. М. Ковалевского, А. А. Коринфского, Л. А. Мея, М. И. Михайлова, С. А. Мусина-Пушкина, А. А. Монастырского, А. Н. Плещеева, Н. Л. Пушкарёва, И. Д. Радионова, И. З. Сурикова, П. А. Тулуба, А. Шкаффа и др. / Редакция Ив. Ал. Белоусова. — Изд. 2-е, значительно дополненное и исправленное. — СПб.: Изд. товарищества „Знание“, 1906. — 402 с.